# گریگوری برویدو
گریگوری ایزاکوویچ برویدو (به روسی: Григорий Исаакович Бройдо، هفتم نوامبر ۱۸۸۳ – ۲۳ مه ۱۹۵۶) [ سیاستمدار شوروی بود که از ۲۳ دسامبر ۱۹۳۳ تا ۳ ژانویه ۱۹۳۵ به عنوان دبیر اول حزب کمونیست تاجیکستان خدمت کرد.

## زندگی‌نامه
برویدو در سال ۱۹۰۳ به حزب کمونیست پیوست او تا سال ۱۹۲۷ به عنوان رئیس دانشگاه کمونیستی زحمتکشان شرق خدمت کرد
خانواده و تحصیلات
گریگوری برویِدو در خانواده‌ای یهودی زاده شد. پدرش، ایساک لیبوویچ برویِدو، حسابدار بود. برویِدو از سال ۱۹۰۹ تا ۱۹۱۶ به عنوان دستیار وکیل در شهرهای بیشکک و تاشکند کار می‌کرد.
برویِدو در سال ۱۹۰۳ به عضویت حزب سوسیال دموکرات کارگری روسیه (RSDLP) درآمد. او در ابتدا منشویک بود، اما در سال ۱۹۱۸ به بلشویک‌ها پیوست. برویِدو در انقلاب ۱۹۰۵ روسیه و همچنین انقلاب فوریه در تاشکند شرکت داشت. او در تاشکند به ریاست شورای شهر انتخاب شد. پس از انقلاب اکتبر، برویِدو به مقامات مهمی در دولت شوروی دست یافت. او در سال ۱۹۱۷ به عضویت شورای پتروگراد و در سال ۱۹۱۸ به عضویت شورای عالی اقتصاد ملی (VSNKh) درآمد.
پروژه یهودی‌نشین کریمه
برویِدو در سال ۱۹۲۱ به همراه آ.گ. براگین، طرح ایجاد یهودی‌نشین‌های کشاورزی در کریمه را به عنوان راه حلی برای «مسئله یهود» در اتحاد جماهیر شوروی ارائه کرد. این طرح با حمایت اکثریت اعضای پلیت‌بورو، از جمله لنین، تروتسکی و استالین، روبرو شد.
سایر فعالیت‌ها
برویِدو در طول زندگی سیاسی خود به مقامات و سمت‌های متعددی دست یافت، از جمله:
- ۱۹۲۱: بنیانگذار و اولین رئیس دانشگاه کمونیستی زحمتکشان شرق
- ۱۹۲۵–۱۹۲۶: معاون رئیس بخش چاپ کمیته مرکزی حزب کمونیست
- ۱۹۲۷–۱۹۳۰: رئیس دانشگاه کمونیستی ساراتوف
- ۱۹۳۳–۱۹۳۴: اولین دبیر کمیته مرکزی حزب کمونیست تاجیکستان
- ۱۹۳۴–۱۹۳۶: معاون کمیسر آموزش و پرورش РСФСР
- ۱۹۳۶–۱۹۳۸: مدیر انتشارات کمیته مرکزی حزب کمونیست
- ۱۹۳۸–۱۹۴۱: رئیس انتشارات پزشکی

دستگیری و بازپروری
برویِدو در سال ۱۹۴۱ دستگیر و از حزب کمونیست اخراج شد. او در سال ۱۹۴۵ به ۱۰ سال زندان محکوم شد. برویِدو در سال ۱۹۵۳ مورد عفو قرار گرفت و در سال ۱۹۵۵ به حزب کمونیست بازگردانده شد.
مرگ
گریگوری برویِدو در سال ۱۹۵۶ درگذشت.